# یوشانیچکا بانیا
یوشانیچکا بانیا (به صربی: Jošanička Banja) یک منطقهٔ مسکونی در صربستان است که در ناحیه راشکا واقع شده‌است. یوشانیچکا بانگا ۳۶٫۶۱ کیلومتر مربع مساحت و ۱٬۰۳۶ نفر جمعیت دارد و ۵۵۰ متر بالاتر از سطح دریا واقع شده‌است.